# Nagymesteri palota (Rodosz)
A Nagymesteri Palota Rodosz város a világörökségi védelem alatt álló óvárosában található épületegyüttes.

## A Nagymesteri Palota története
A palota az óváros központjában, a Collachium nevű városrész magaslatán helyezkedik el. Előterétől ereszkedik a kikötő felé a Lovagok utcája.
A 14. században építtette a Szent János lovagrend akkori nagymestere, Hélion de Villeneuve. Addig a helyén egy Héliosz napistennek szentelt ősi templom állott. Az egymást követő nagymesterek folyamatosan bővítették, szépítették. A palota egyben a város erődítményeinek legbelső része is volt, pincéiben hadfelszerelést és élelmiszert is tároltak.
A törökök 1522 után börtönként, lóistállóként és lőporraktárként is használták. Az 1851-es földrengés jelentős károkat okozott benne, majd 1856-ban villám csapott az épületegyüttesben kialakított minaretbe, a lőporraktár felrobbant és a palota nagyrészt megsemmisült.
Mai formáját az 1930-39-es átépítésekor Mario de Vecchi kormányzósága alatt kapta. Az olasz építészek a középkori tervrajzokat is felhasználva, de azokat meglehetősen szabadon értelmezve állították helyre az épületet, hogy királyi rezidenciát hozzanak létre III. Viktor Emánuel olasz király számára, amit aztán Benito Mussolini is használt. Az épület új megjelenése számos vitát váltott ki. A belső tér csak kevéssé hasonlít a lovagok stílusára. Az olaszok Kosz szigetéről szállították ide a római és korai keresztény padló-mozaikokat.
Miután  Görögország 1948-ban a szigetet visszakapta az olaszoktól, a palota múzeum lett. Az emeleti termek az olasz újjáépítés állapotában tekinthetők meg, a földszinten egy gazdag kiállítás dolgozza fel Rodosz 2400 éves történelmét.

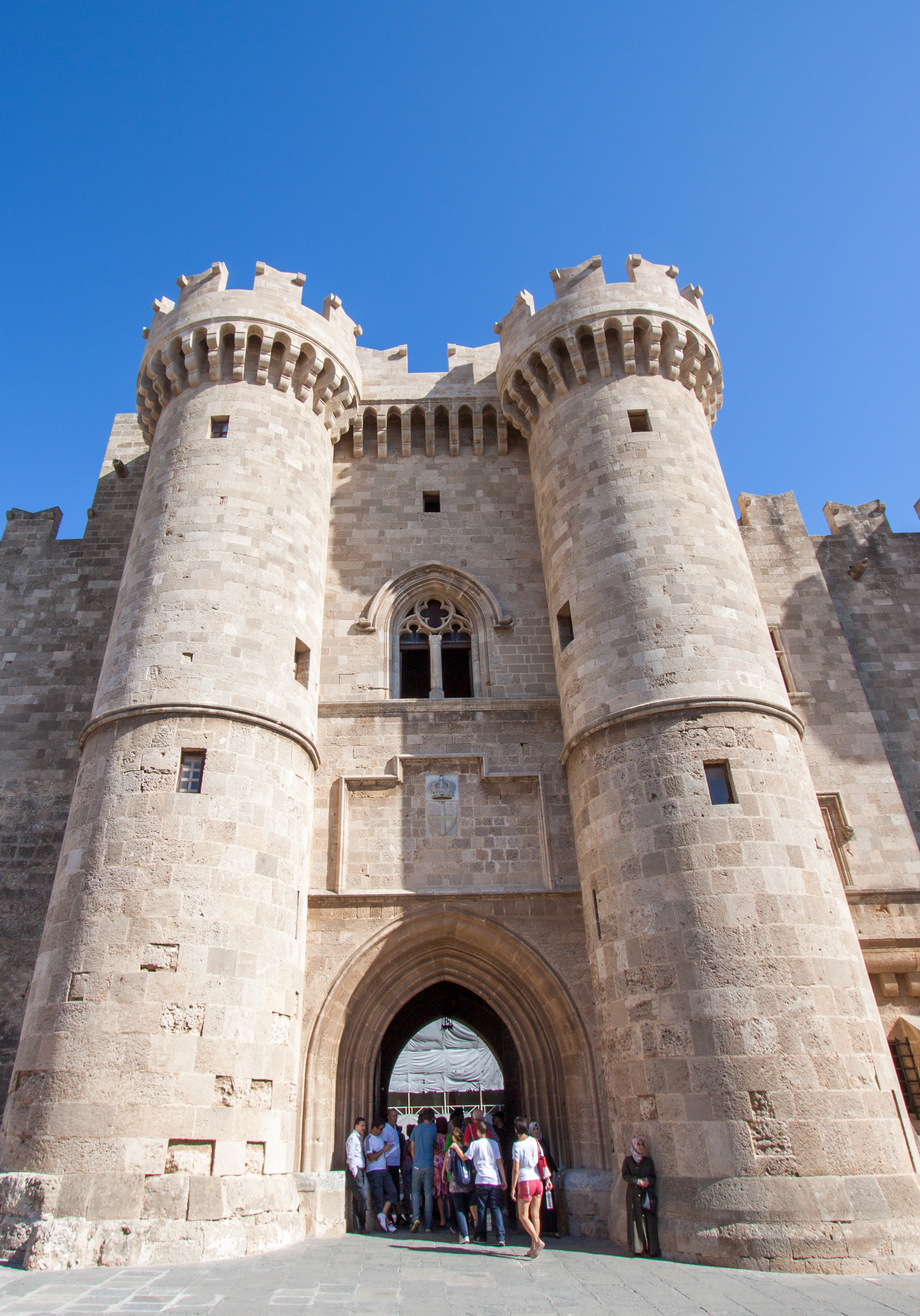
A főbejárat
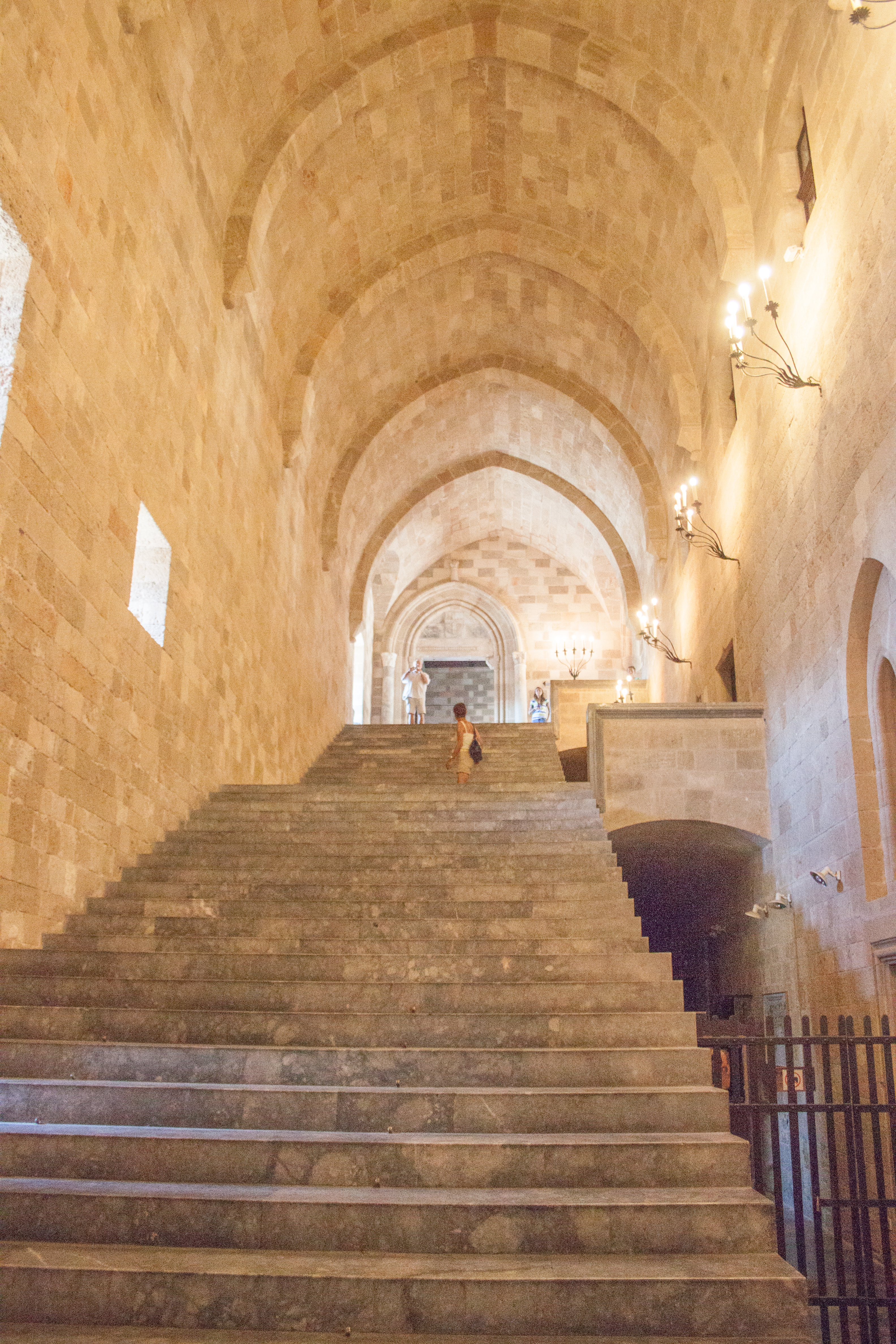
Főlépcső
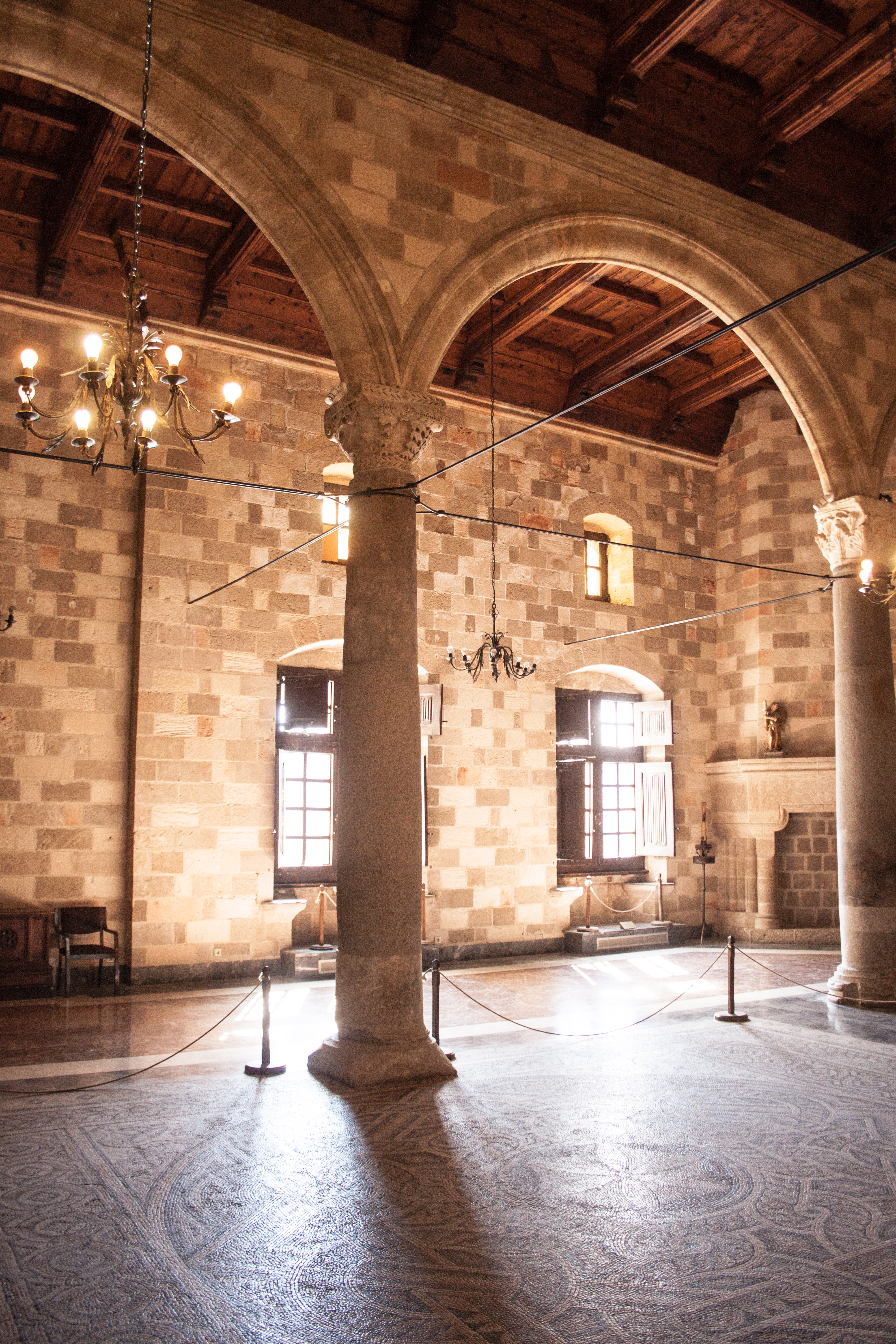
Nagyterem
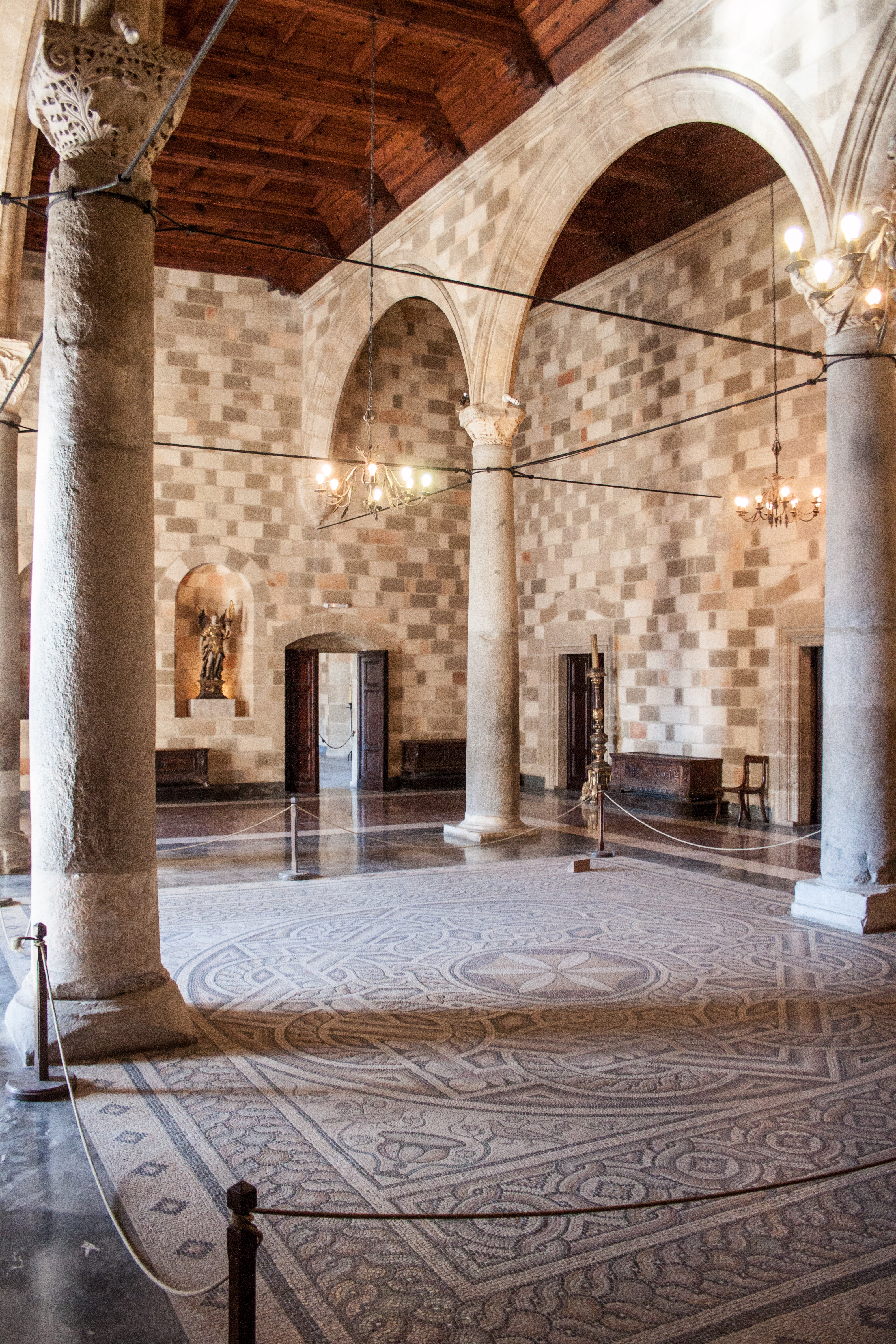
Nagyterem
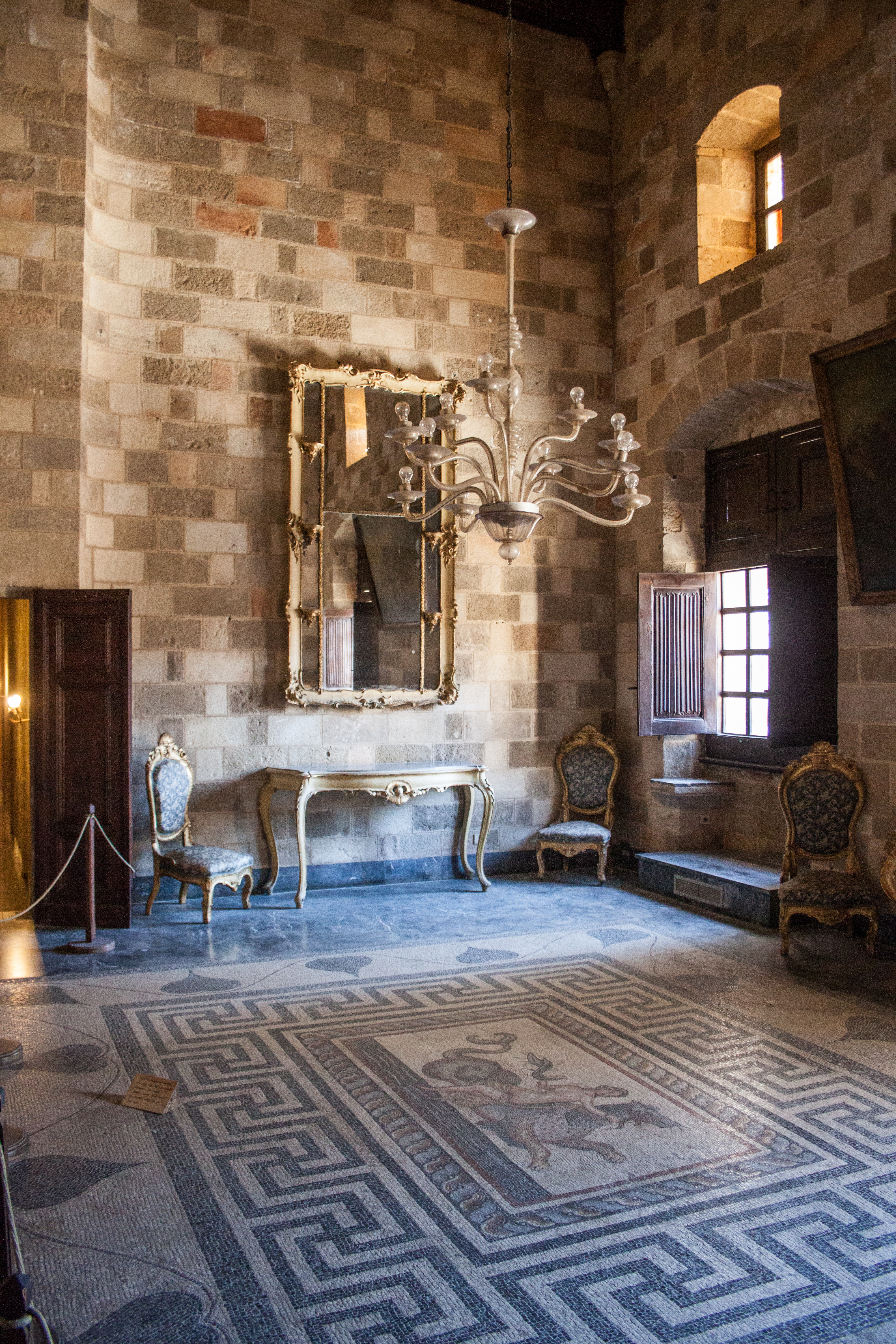
Terem Koszról származó mozaikpadlóval
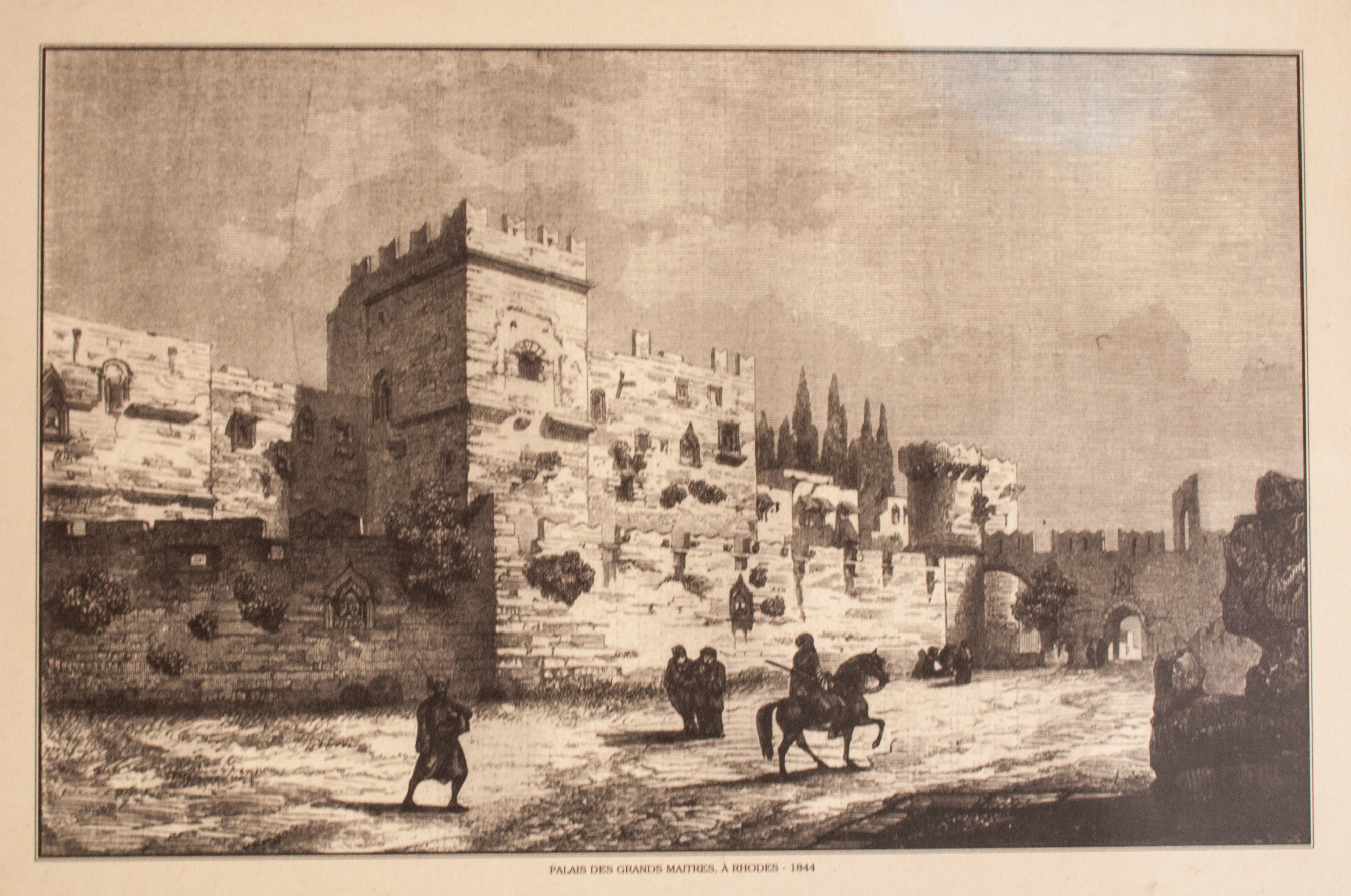
A nagymesteri palota ábrázolása 1844-ből